# Доња Зденчина
Доња Зденчина је насељено место у саставу општине Клинча Села у Загребачкој жупанији, Хрватска. До територијалне реорганизације у Хрватској налазила се у саставу бивше велике општине Јастребарско.

## Становништво
На попису становништва 2011. године, Доња Зденчина је имала 1.009 становника.

## Попис1991.
На попису становништва 1991. године, насељено место Доња Зденчина је имало 937 становника, следећег националног састава:
| Попис 1991.‍  | Попис 1991.‍  | Попис 1991.‍ | Попис 1991.‍ | Попис 1991.‍ |
| ------------ | ------------ | ----------- | ----------- | ----------- |
|              |              |             |             |             |
| Хрвати       | Хрвати       |             | 897         | 95,73%      |
| Срби         | Срби         |             | 16          | 1,70%       |
| Муслимани    | Муслимани    |             | 8           | 0,85%       |
| Југословени  | Југословени  |             | 1           | 0,10%       |
| Словенци     | Словенци     |             | 1           | 0,10%       |
| неопредељени | неопредељени |             | 6           | 0,64%       |
| непознато    | непознато    |             | 8           | 0,85%       |
| укупно: 937  |              |             |             |             |